# Francis Fukuyama
Francis Fukuyama (Chicago, 27. listopada 1952.), američki politički filozof japanskoga podrijetla. 
Fukuyama je profesor političke ekonomije na sveučilištu "Johns Hopkins" u Baltimoreu, Maryland, SAD. Svjetskoj je javnosti postao poznat kao autor kontroverznih bestselera iz područja političke filozofije, futurologije i, općenito, kao analitik i prognostičar globalnih društvenih zbivanja.
Njegovo najpoznatije djelo "The End of History and the Last Man" (prevedeno na hrvatski kao "Kraj povijesti i posljednji čovjek") izazvalo je žestoka osporavanja i nekritičke pohvale, najvećma zbog protuslovlja koje je Fukuyama svjesno ugradio u svoju knjigu, kao i zato što je njegovo stajalište shvaćeno simplicistički.
Značajke Fukuyamine najpoznatije knjige se mogu svesti u sljedećem:
- autor je dao svoj prikaz filozofije povijesti (a ne geopolitike, što je vrlo česta, pogrešno usmjerena zamjerka) temeljen na interpretaciji Platonove psihologije kakvu nalazimo u "Državi". Ili, još detaljnije: Fukuyamin je izvor interpretacija interpretacije interpretacije: Platon je temelj, Hegelova filozofija povijesti (opisana u istoimenom djelu, kao i u "Filozofiji prava") daljnji korak - no, izravno citirani izvor je rusko-francuski filozof hegelijanske orijentacije Alexandre Kojeve (čije je djelo, dostupno i u hrvatskome prijevodu pod naslovom "Kako čitati Hegela", praktički jedina knjiga koju Fukuyama neprestance apostrofira)

- Fukuyama je dao dosta detaljan pregled povijesti ideologija i zapadnih društvenih sustava, no, sve kroz optiku Kojeveove interpretacije hegelijaniziranoga Platona. Po srednjovjekovno-renesansnoj prispodobi mikro- i makrokozmosa, Fukuyama rabi rudimentarnu Platonovu psihologiju i primjenjuje ju na društvo. U Platona, osim aperitivnog i vegetativnoga dijela duše, glavni su "srčani" (tymos), lociran u grudima i izvor volje, srdžbe, strasti i poriva za samopotvrdom; te "razumski" (logos), smješten u glavi i u službi kontrole strasti i racionalnoga planiranja života. U toj pojednostavljenoj slici (logos bi odgovarao, otprilike, Freudovom Super-egu, a tymos se ne može reducirati na Id ili nesvjesno, nego je voljni poriv najviše nalik Nietzscheovoj volji za moć, glavnom pokretaču Adlerove inačice psihoanalize), ljudsko je biće bojno polje između strastvene želje za afirmacijom i ekspanzijom (tymos) i razumske potrebe da se osigura sređen i uravnotežen život (logos). Tu paradigmu Fukuyama prenosi i na društva u kojima, po njemu, dominira tymos (fašistička i komunistička) ili logos (razne vrste liberalnih demokracija).

- pisac je vrsno raščlanio i prikazao mnoge aberacije (megalotimija kao ludilo društva usmjerena samo prema vlasti i sili; "društvo ljudi šupljih grudi" ili mikrotimiju kao ekstremni primjer društvena ustroja u kojemu je pojedinac sveden na zadovoljnu i praznu brojku bez individualnosti), no, u najvećem dijelu knjige sustavno razara ideologizirane bajke o nedemokratskim i neliberalnim društvima, te je, nakon propasti komunizma na svjetskoj pozornici, "Kraj povijesti" shvaćen doslovno: većina je kritika, pogrešno i površno, shvatila Fukuyamin trud kao apologetiku liberalnoga kapitalizma (poglavito sjevernoameričke i zapadnoeuropske provenijencije) i kao "proroštvo" da je povijest, u smislu pojava radikalno novih društvenih oblika-svršena, to jest, da će u budućnosti društveni model liberalno-kapitalističke demokracije zavladati cijelom planetom (uz džepove predliberalnih ili bilo kakvih drugih društava koje neće imati globalni utjecaj). Ukratko- autor je "optužen" da je promašio događaje poput ratova u bivšoj Jugoslaviji ili mnoštvo drugih sukoba koji potresaju suvremenu zbilju (na primjer teroristički napadaj na SAD 11. rujna 2001. godine).

- svi ti prigovori nemaju temelja u stvarnosti, jer je u posljednjem poglavlju Fukuyama napravio dijalektički "salto-mortale", i to vjerojatno s nakanom da pokaže svu uzaludnost predviđanja povijesti i futurologije. Naime, s rastućom žestinom koja kulminira u zadnjem dijelu knjige, Fukuyama slika liberalno-demokratska društva kao samozadovoljna i isprazna, te, što je najvažnije, bez unutarnje sile da dinamiziraju daljnji razvitak. Sam "Kraj povijesti" završava bez zaključka: Fukuyama je, iako koristeći pojednostavljen i možda zastario model, u većemu dijelu knjige išao prema tvrdnji da je liberalna kapitalistička demokracija "najbolji od svih svjetova". No, svršetak djela opovrgava tu tezu: pisac je srušio i taj "idol" te ostavio životu samom da riješi pitanje "konačnoga oblika društva" - sugerirajući da takvoga oblika najvjerojatnije i nema.

Fukuyamine ostale knjige (prevedene na hrvatski), uključuju "Povjerenje" (engl. "Trust") o različitim ustrojbenim oblicima kapitalističkoga društva, te "Kraj čovjeka" ("Our Posthuman Future"), o mogućim zloporabama i dalekosežnom utjecaju genetskoga preoblikovanja u kojemu može nestati homo sapiens sapiens. No, ta djela nisu ostavila u hrvatskoj (pa ni svjetskoj) javnosti takva odjeka kao "Kraj povijesti"- poglavito jer druga od tih knjiga više i nije u granicama političke filozofije, nego je spekulacija bliža znanstveno fantastičnim esejima Stanislawa Lema ili Arthura Clarkea.